# Куффа

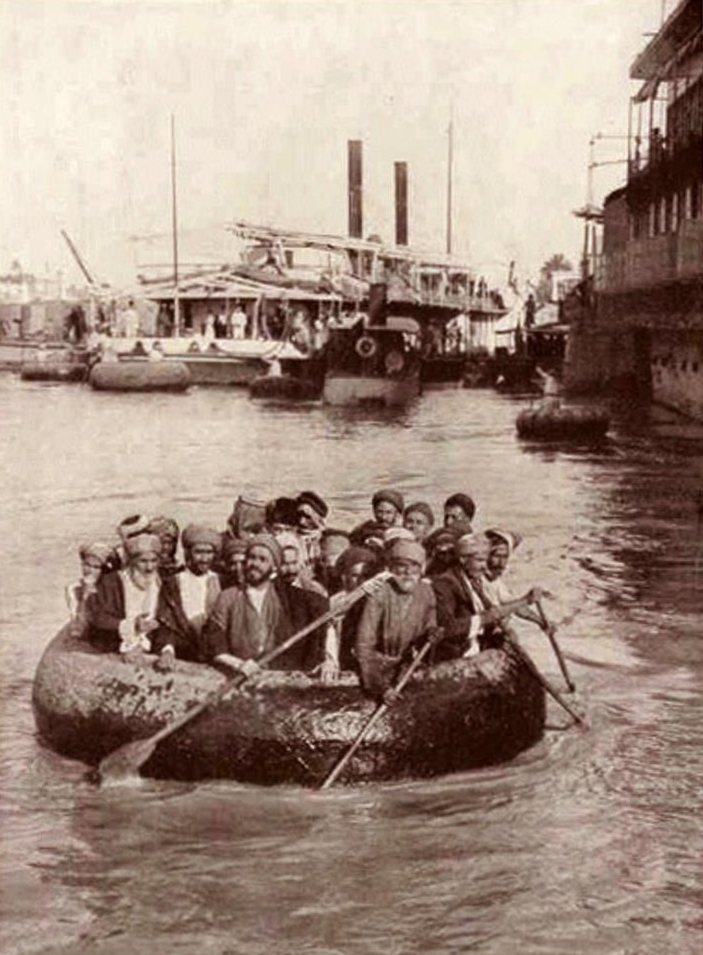
Куффа з більш, ніж 20-ма пасажирами. Багдад (1918)

Куффа, також відома як хуффа або гуффа (kuffah, quffa, quffah і т.ін.) — історичний вид човна округлої форми (типу коракл), що традиційно використовувався в Месопотамії на річках Тигр і Євфрат як мінімум з 1-го тисячоліття до н.е. до 1970-х років XX століття. Завдяки своїй округлій формі, куффа погано плаває проти течії, оскільки має тенденцію до обертання навколо власної осі, натомість округла форма робить його безпечним, міцним і простим у будівництві. Куффа приводиться в рух за допомогою весел або жердини.

## Етимологія
Слово «куффа» походить від арабського слова quffa (قفة), що означає кошик, плетений з очерету чи інших гнучких рослин. Човен куффа дійсно візуально нагадує округлий кошик і використовується для транспортування пасажирів, а також фруктів, овочів та інших вантажів. Арабське слово, в свою чергу, можливо походить від аккадського слова quppu (кошик) від спільного семітського кореня зі значенням «згинати» або «бути зігнутим».

## Історія
Найдавніші зображення човнів типу куффа виявлені на барельєфах, що відносяться до часів правління ассирійських царів Ашшурназірапала II (883—859 рр. до н. е.), Сеннахеріба (705—681 рр. до н. е.) та Ашшурбаніпала (668—627 рр. до н.е), які правили відповідно протягом 9, 8 та 7 століть до н. е.. Одна з версій перекладу тексту глиняної таблички з бібліотеки останнього з цих царів, знайденої істориком-аматором, відносить походження куффи ще далі в минуле, в давньовавилонський період (близько 1830—1531 рр. до н. е.), хоча цей переклад іноді ставиться під сумнів.
Куффа була описана грецьким істориком Геродотом, який відвідав Вавилон біля 450 р. до н. е..
А зараз я згадаю те, що мене найбільше дивує в країні, після самого міста. Човни, що спускаються по річці до Вавилону, круглі і зроблені зі шкіри. З вербових гілок, вирізаних в країні вірмен над Ассирією, формуються корпуси і на них ззовні натягується покриття з шкір, і, таким чином, човни виготовляються, не маючи ні носа, ні корми, досить круглі, як щит. Потім їх повністю наповнюють соломою, а їх вантаж кладуть на борт, після чого відправляють плисти по потоку. Їх головним вантажем є вино, яке зберігається в бочках з деревини пальми. Ними керують двоє чоловіків, які стоять у них вертикально, кожен з окремим веслом, один тягне, а інший штовхає. Човни бувають різних розмірів, деякі більші, інші менші; найбільший обсяг досягає п'яти тисяч талантів. Кожне судно має на борту живого віслюка, а на більших суднах їх є декілька. Коли вони досягають Вавилону, вантаж вивантажується і пропонується на продаж; після чого чоловіки розбирають свої човни, продають солому та рами, вантажать шкіри на своїх віслюків  і вирушають назад до Вірменії. Течія занадто сильна, щоб дозволити човну піднятись вгору по річці і тому вони роблять свої човни розбірними зі шкір, а не дерев’яними. Повернувшись до Вірменії, вони будують нові човни для наступного плавання.— Геродот

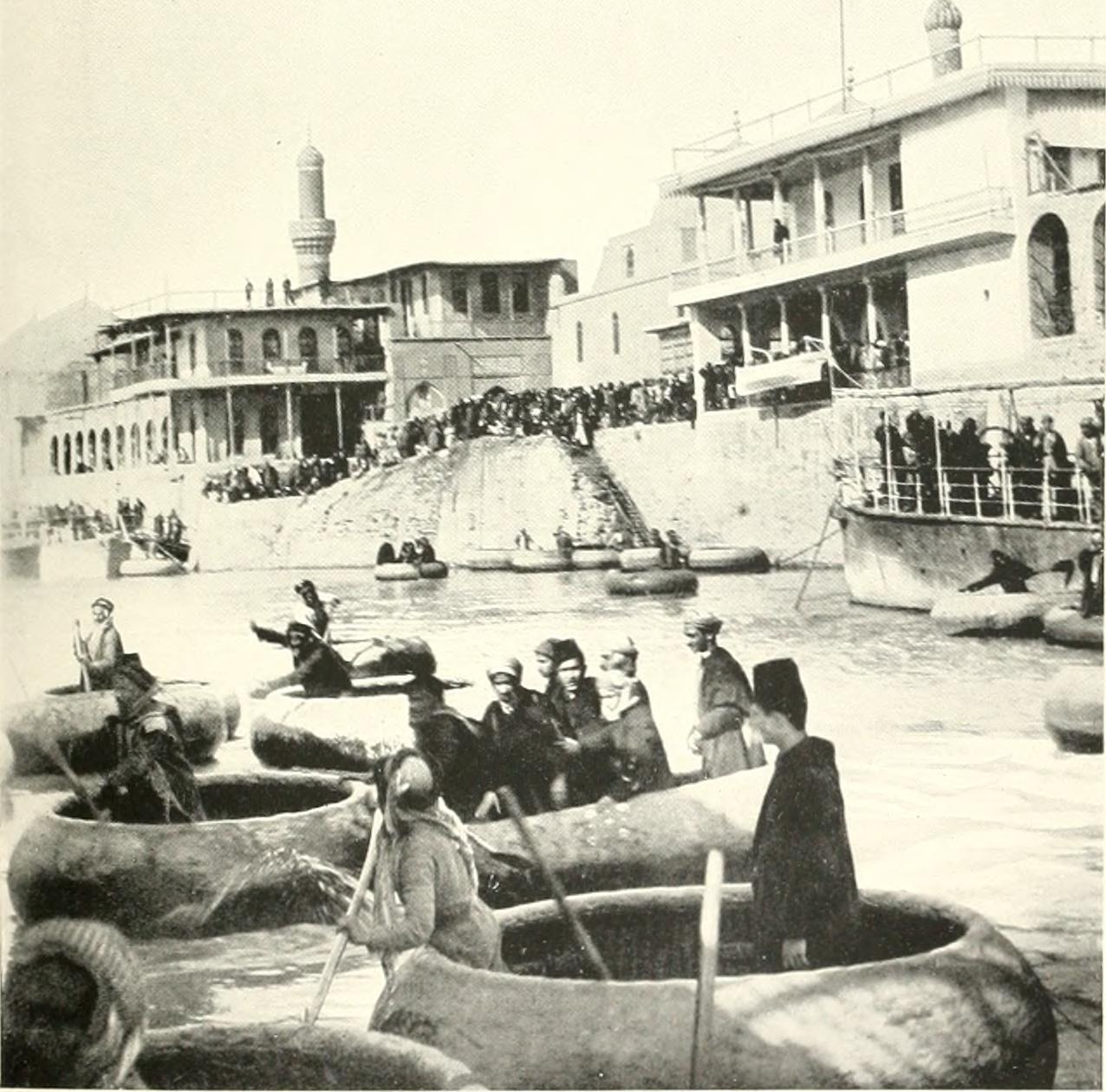
Куффа в Багдаді (біля 1920)

П'ять тисяч грецьких талантів складають біля 130 тонн. Це, швидше за все, перебільшення, хоча на руїнах Ассирії були знайдені барельєфи з зображенням великих куффа, що транспортують каміння. Ці великі куффа приводились у рух чотирма гребцями і частково покладались на надуті повітрям шкіряні мішки (бурдюки), прикріплені з обох боків човна, щоб утриматися на плаву. Більш надійні та нещодавні аналізи встановили, що найбільший древній куффа мав діаметр біля 5,5 метрів і міг перевозити до 16 тонн.
Використовувались дві основні форми будівництва цього типу човнів — натягнуті на округлий дерев'яний каркас шкіри, як в описі Геродота, і човни, зплетені у вигляді кошика з оберемків очерету, гідроізольовані бітумом. Човни такого роду використовуються донині, описані британським етнографом Джеймсом Хорнеллом у книжці «Коракли Тигру та Євфрату» (1938).

### Зв'язок з біблійним ковчегом
З вавилонської клинописної таблички, що демонструється в Британському музеї, можна припустити, що Ноїв ковчег міг бути варіантом великої куффа. Ця табличка була перекладена професором Ірвінгом Фінкелем, і містить стародавню розповідь про Всесвітній потоп, яка, можливо, надихнула пізнішу біблійну історію про Ноєв ковчег Після здійснення свого перекладу, професор Фінкель організував будівництво великого судна подібного роду, хоча він стверджував, що його 35-тонний корабель був зменшеною версією повнорозмірного ковчега. Фінкель намагався запустити свій «ковчег» в штаті Керала, Індія, в 2014 році, але безуспішно. Він пояснив невдалий запуск свого двоповерхового судна низькою якістю бітуму, доступного в цьому районі.

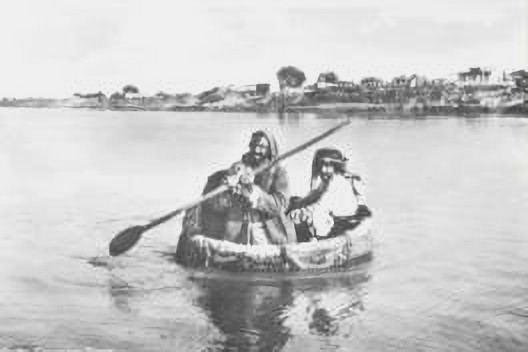
Невелика куффа на р. Єфрат в Іраку

В табличці описується міф про потоп, а саме про вавилонського героя Атрагасіса, який побудував ковчег, щоб захистити життя від потопу, насланого богами, який, як вважають, розпочався як річкова повінь. Згідно з легендою, описаною на табличці, цей ковчег являв собою велику куффа з однією або двома палубами із загальною площею палуби 14 400 ліктів2 (3600 м 2). Ноїв ковчег традиційно описується з палубою подібного плану і з майже однаковою її площею в 15 000 ліктів2 (різниця 4 %). Це змусило Фінкеля дійти висновку, що «знакова історія про Потоп, Ноя та Ковчег, як ми її знаємо сьогодні, безумовно, виникла в ландшафті давньої Месопотамії, на території сучасного Іраку».
Деякі докази були знайдені в Новоассирійських легендах, що описують дітей, яких покинули напризволяще долі в куффі на річці, подібно до того, як Мойсей був кинутий напризволяще долі в кошику на Нілі в біблейній книзі Вихід. Це призвело до того, що деякі вчені припускають, що кошик, в якому Мойсея пустили вплав по Нілу, насправді міг бути куффою.

## Сучасне використання

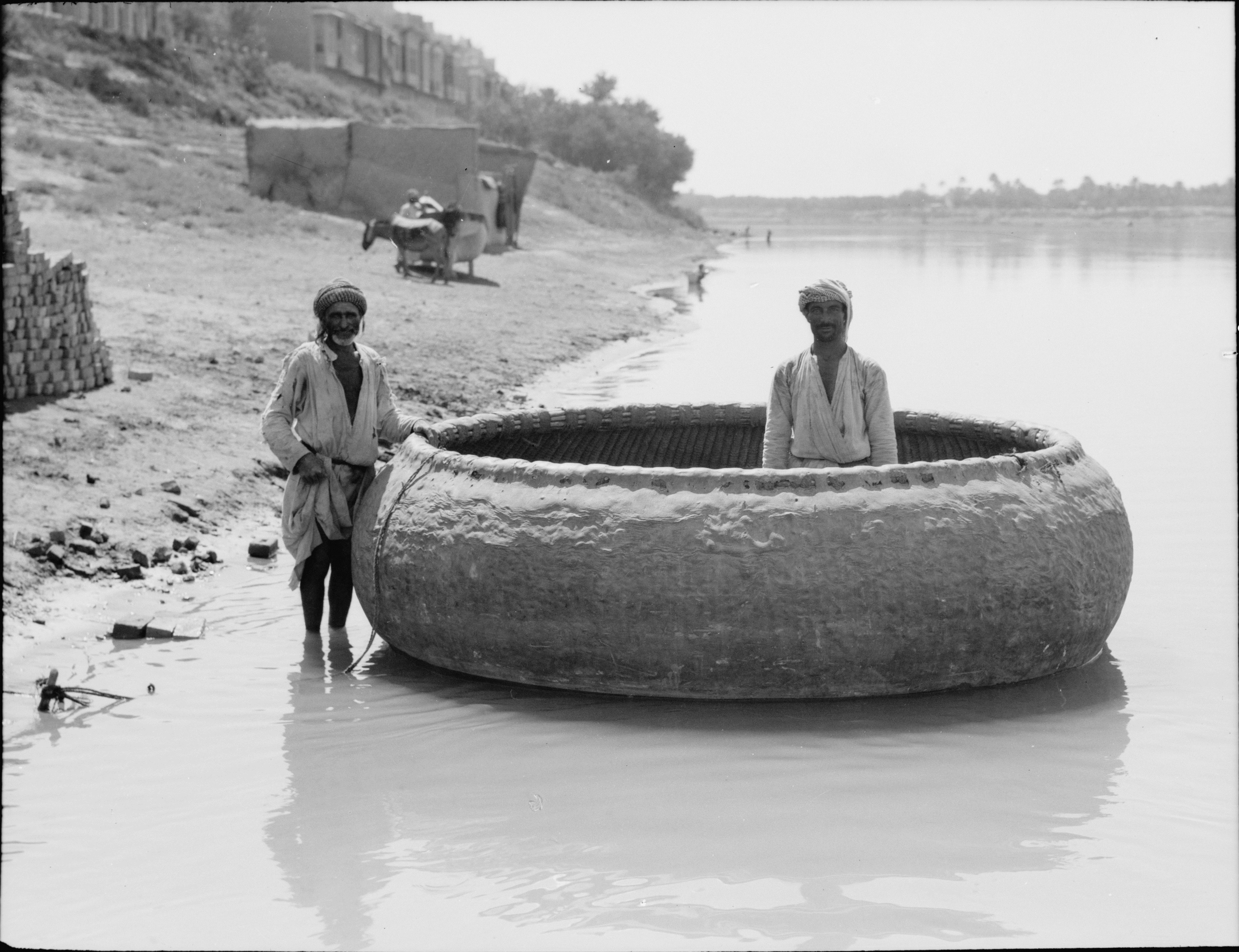
Куффа у Багдаді в 1932 році

Куффа широко використовувались для перевезення пасажирів та вантажів, а також як рибальські човни та пороми  в Іраці, особливо навколо Багдада ще на початку 20 століття. Ці човни, як правило мали 1.4-3 м в діаметрі, осадку 0,8-1,2 м і висоту надводних бортів 20-25 см  при повному завантаженні. Зазвичай вони перевозили від чотирьох до п'яти людей, а великі човни могли піднімати на борт до 20 осіб або від чотирьох до п'яти тон, що еквівалентно вазі трьох конів. Найбільший з них, що був виміряний в 20-му столітті, мав отвір діаметром 5,0 метрів, хоча через випуклу форму корпусу куффа, його діаметр в найширшому місці становив 5,5 метри.
Використання куффів зменшилось після появи автомобільного транспорту та широкого будівництва доріг та мостів у сучасному Іраку. Однак їх все ще можна було побачити в Іраку до 1970-х років. Сучасні куффи виготовляють із сплетених пучків очерету, гідроізольованих бітумом, як у давнину. 

## Подібні судна
Багато авторів зазначали подібність куффи до інших човнів округлої форми. Це не випадково: Горнелл, Марі-Крістін Де Грав та інші етнографи та антропологи вважають, що куффа є загальним родоначальником суден типу коракл, які широко використовуються в Євразії, особливо на Британських островах, а також у Південній та Південно-Східній Азії. Однак подібний за конструкцією ірландський куррах був самостійно розроблений стародавніми кельтами.